# Klarahuset

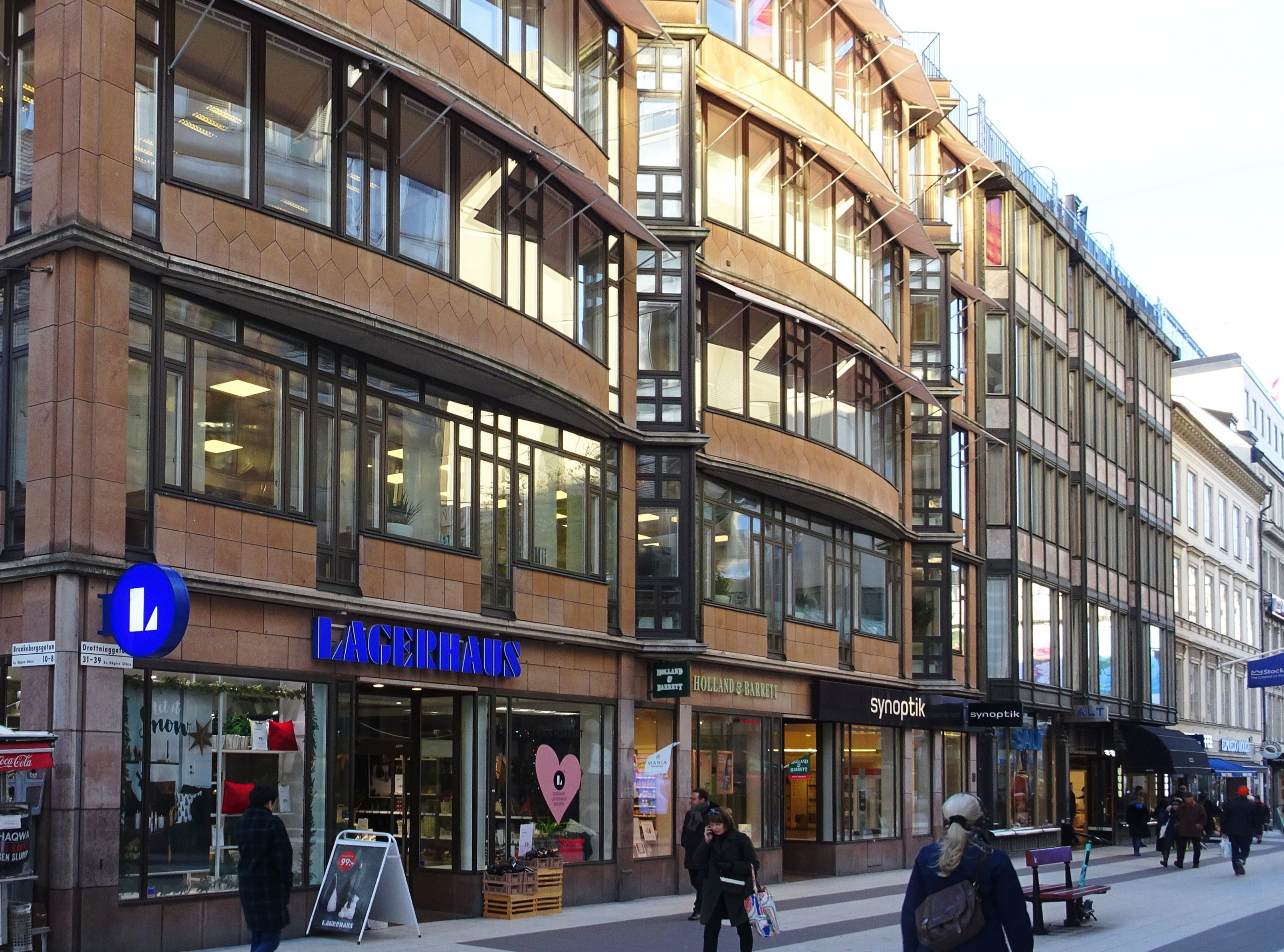
Klarahuset, Drottninggatan 31-37 (nr 31 närmast och 37 längst bort), 2019.

Klarahuset är en kontors- och affärsfastighet i kvarteret Hägern större vid Drottninggatan 31–37 i stadsdelen Norrmalm i Stockholm. Fastigheten är blåmärkt av Stadsmuseet i Stockholm vilket innebär att den utgör "synnerligen höga kulturhistoriska värden".

## Allmänt
Byggnaden är ritad av arkitekt Carl Nyrén genom Nyréns Arkitektkontor och konstruerades av Tyréns samt uppfördes 1986–1989 av JM Byggnads och Fastighets AB. Det ersatte ett affärshus, ritat 1906 av arkitekt Adolf Emil Melander, som rests på platsen för Lidemanska palatset från 1680-talet. I hörnhuset hade bland andra IBM sitt Stockholmskontor mellan 1938 och 1979.

### Historiska bilder

Hörnet Drottninggatan / Brunkebergsgatan genom tiden
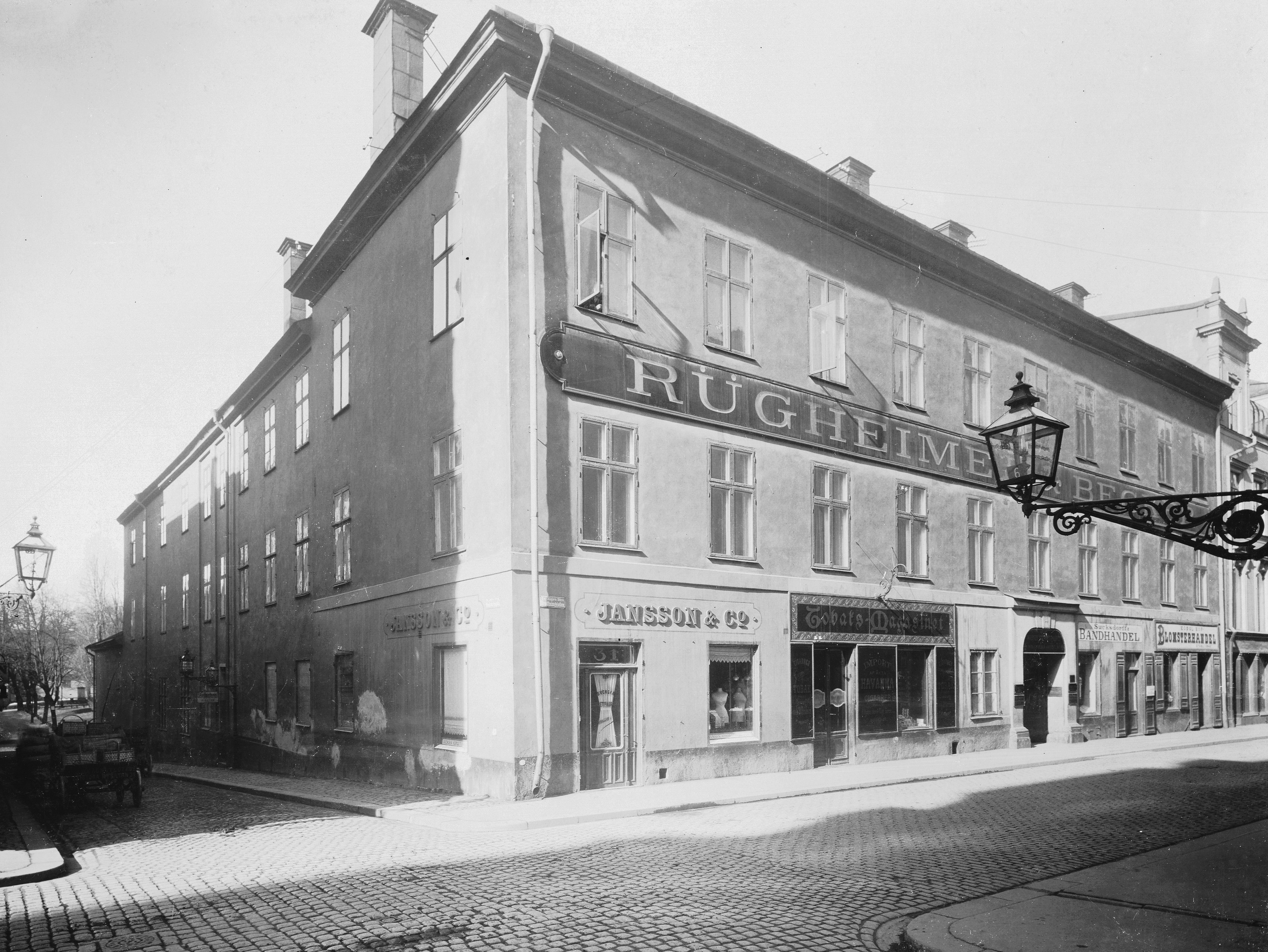
Från 1680-talet till 1906.
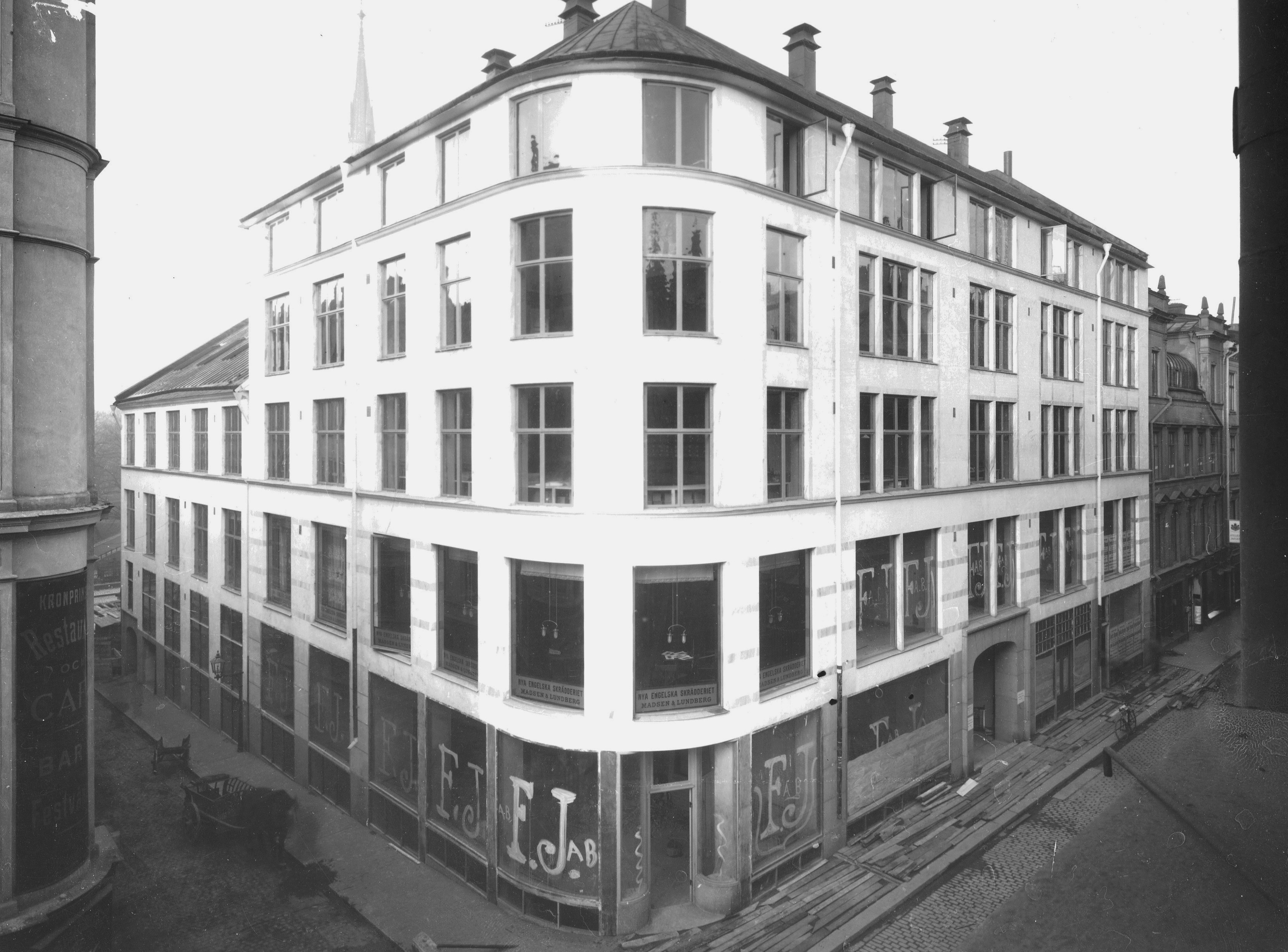
Arkitekt Melanders nybyggnad 1906.
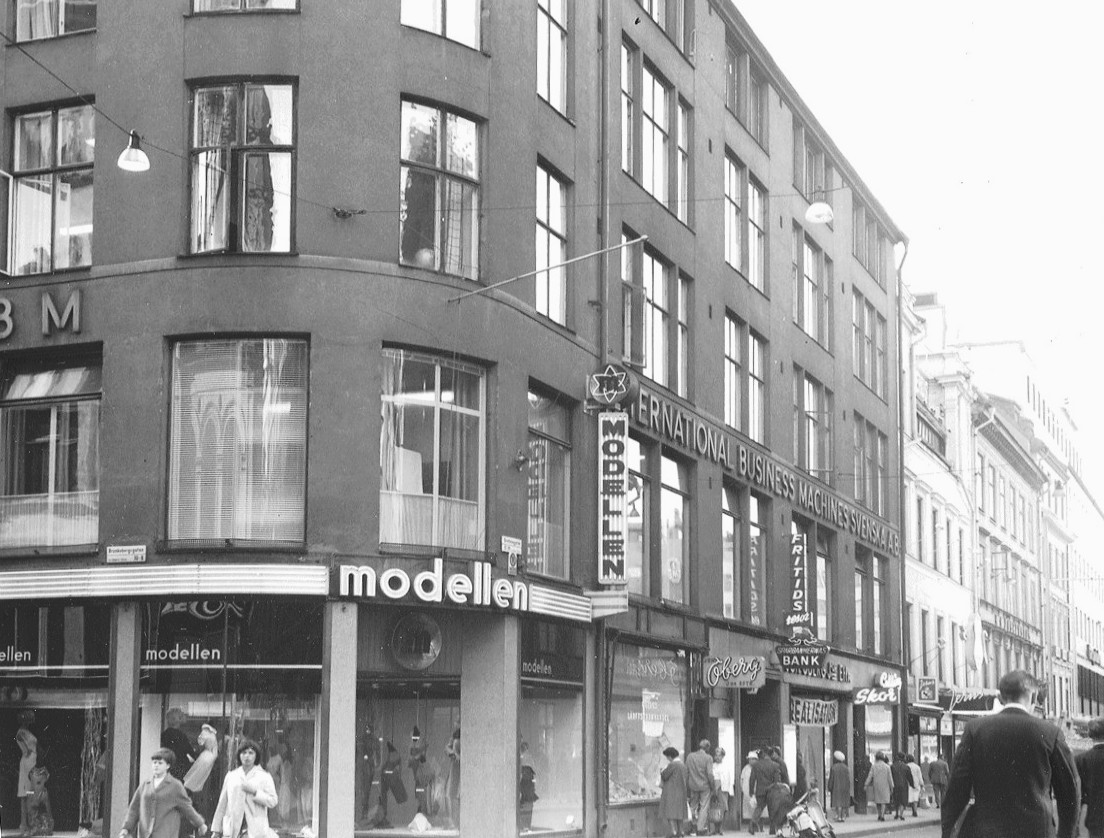
IBMs Stockholmskontor 1938–1979.
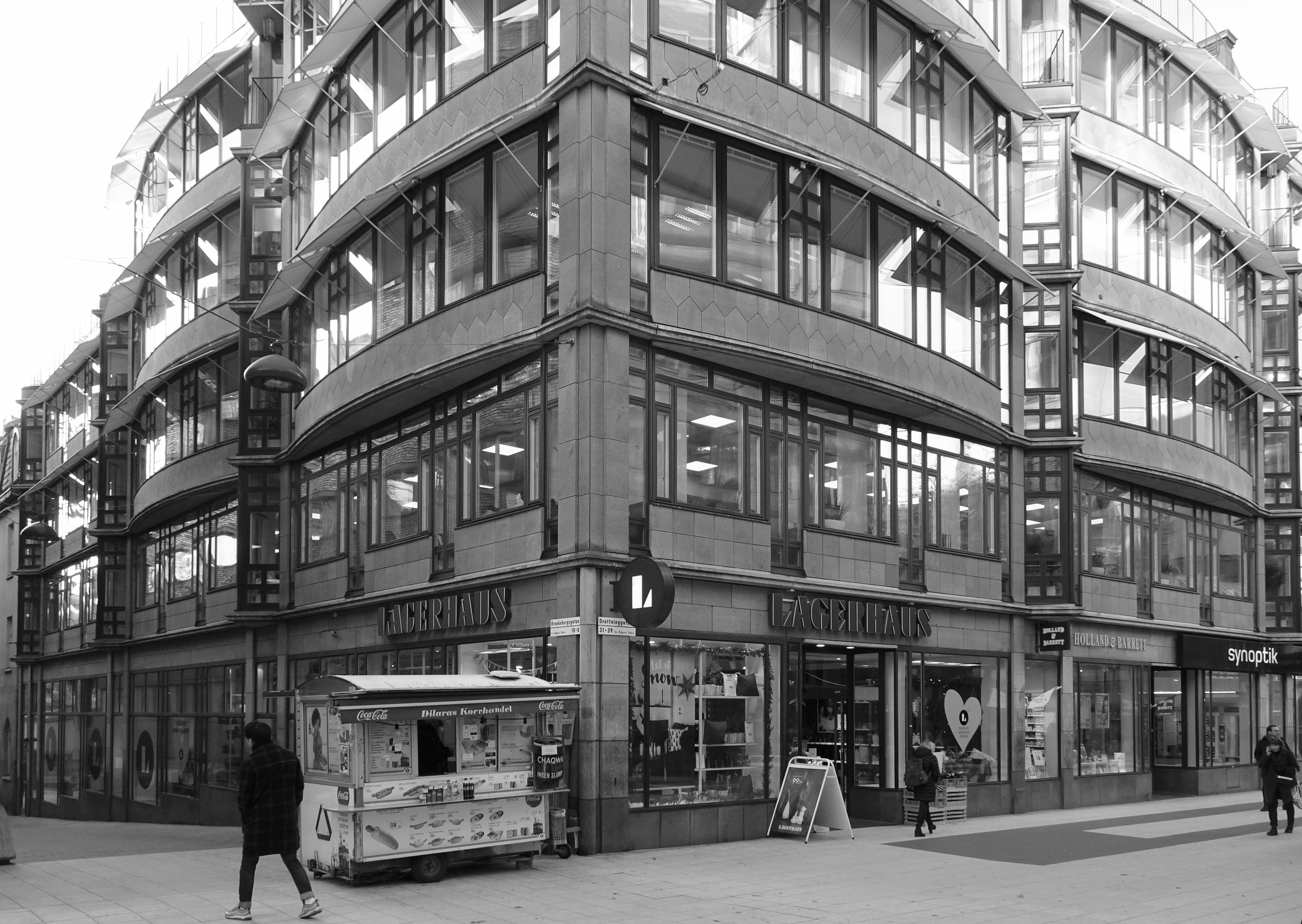
Klarahuset efter 1989.

## Byggnadsbeskrivning

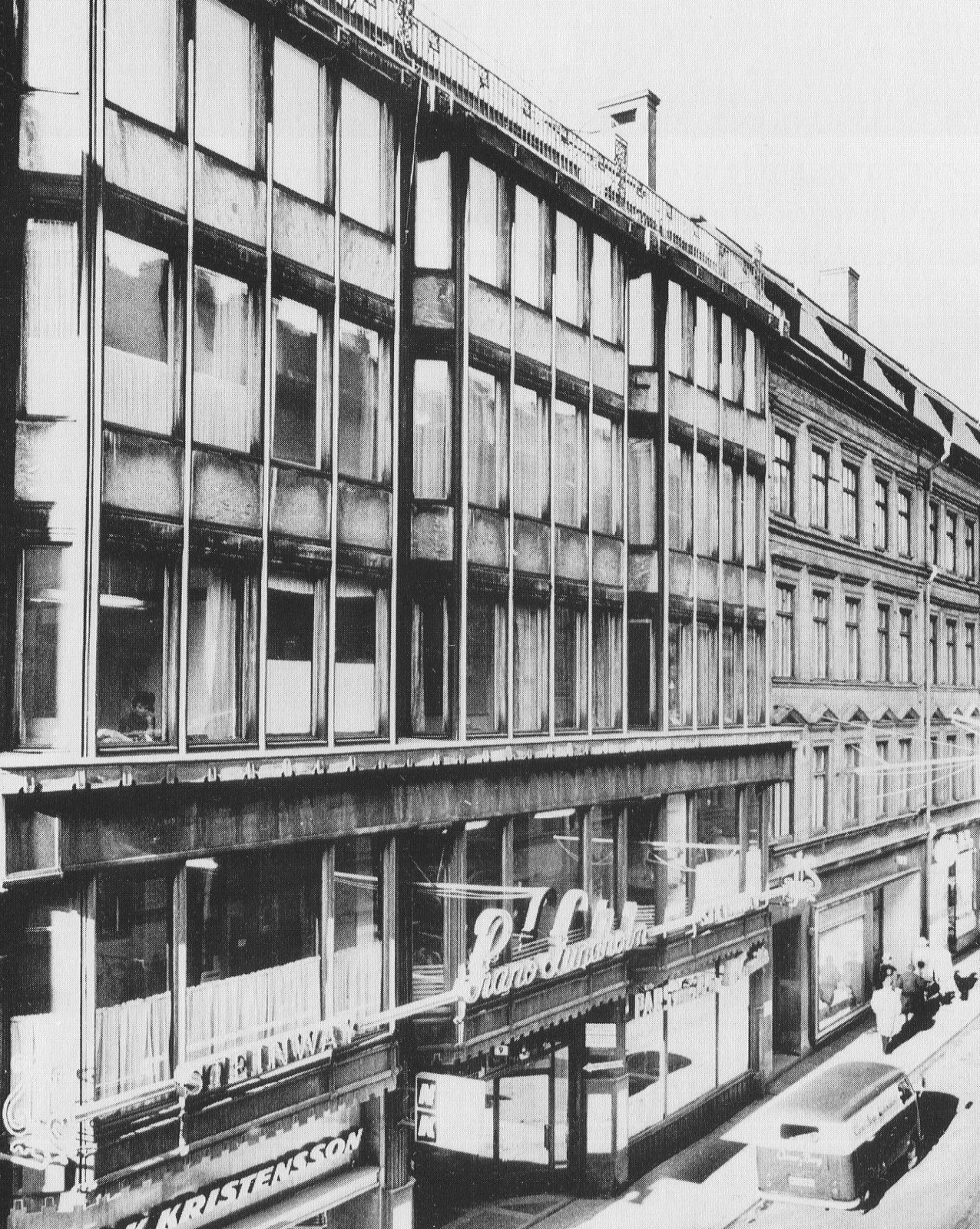
Felix Sachs hus.

Vad som ser ut som fyra olika byggnader från olika tidsepoker är i själva verket en enda stor kontorsfastighet som upptar fyra tomter och fyra adresser: Drottninggatan 31, 33, 35 och 37. Husdelarna mot (nr. 35 och 37) norr har gestaltats som en 1800-talsfasad och husdelen mot söder i hörnet med Brunkebergsgatan nybyggdes och fick en modern fasad i ljusröd sandsten med mjukt rundade, jugendinspirerade burspråk. 
Intressant är husdelen i mitten (nummer 33), där originalfasaden från Felix Sachs hus, ursprungligen Regeringsgatan 9 (rivet 1972), återuppstod på nytt. Den ursprungliga fasaden och byggnaden hade ritats av Georg A. Nilsson och konstruerats av Ivar Nyqvist. 
Fasaden var en så kallad curtain wall-konstruktion, vilket möjliggjorde att bevara den när ursprungsbyggnaden revs och att återmontera den femton år senare på den nya byggnaden med adress Drottninggatan 33. Det ursprungliga husnumret "9" syns fortfarande över entrén. 
År 1990 fick byggnaden Kasper Salinpriset (tillsammans med Vasamuseet). Fastigheten klassades år 2007 vid Stockholms stadsmuseums Norrmalmsinventering som kulturhistoriskt "värdefullast", tillsammans med tretton andra byggnader på Norrmalm som hade uppförts 1960-1980.

### Nutida bilder

Klarahusets fyra husdelar
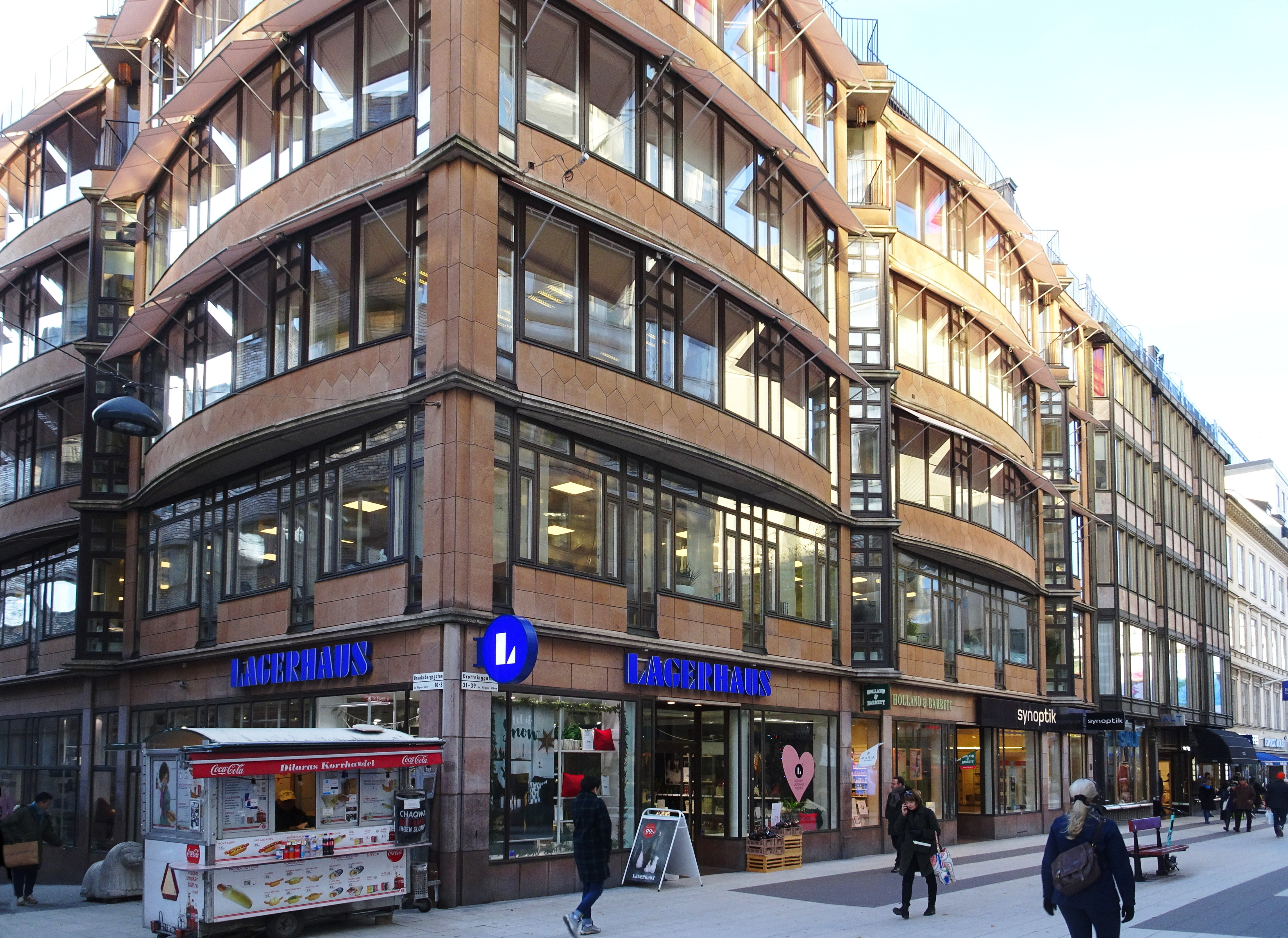
Drottninggatan 31 med modern fasad i ljusröd sandsten.
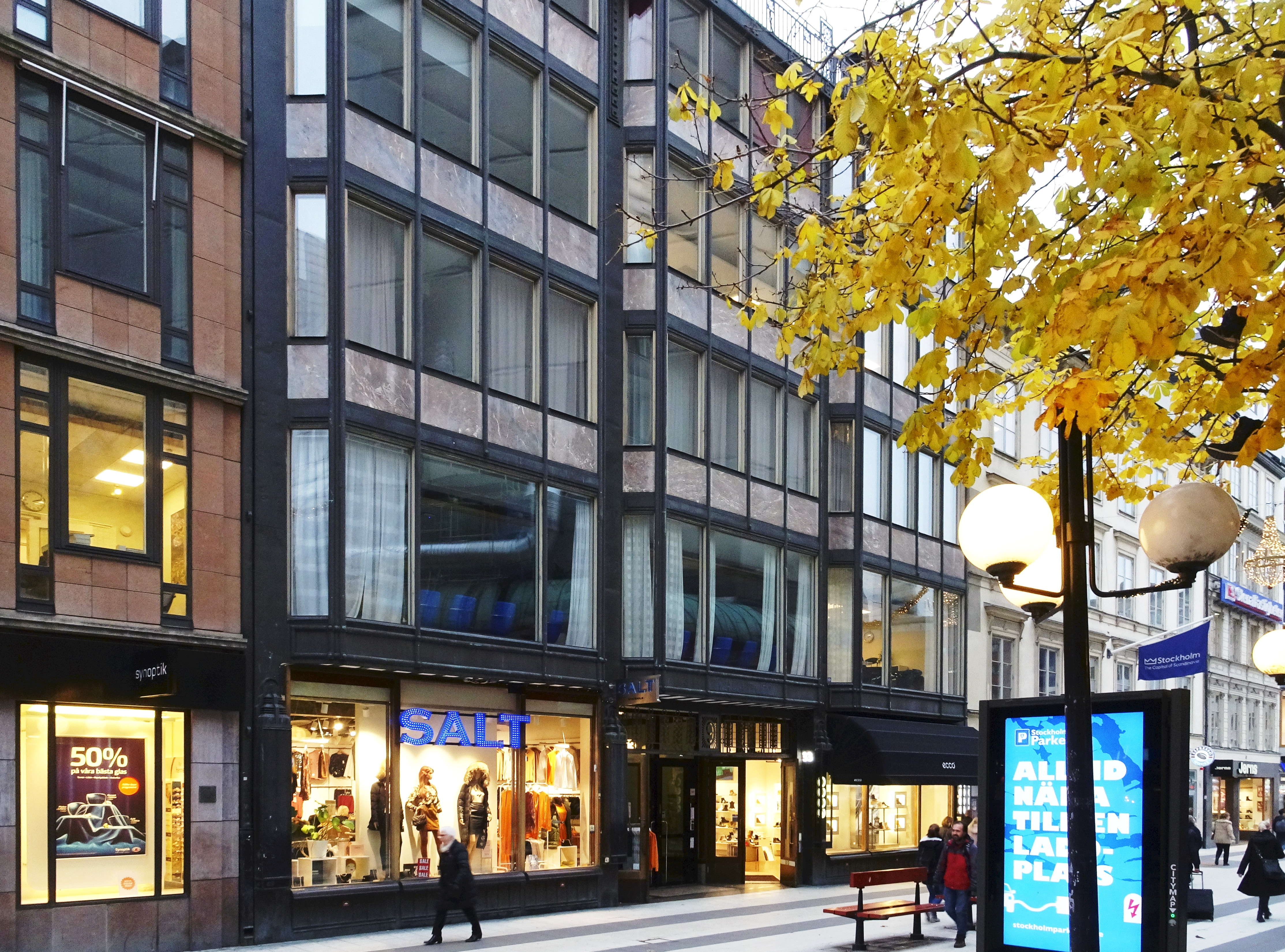
Drottninggatan 33 med Felix Sachs hus gamla fasad.
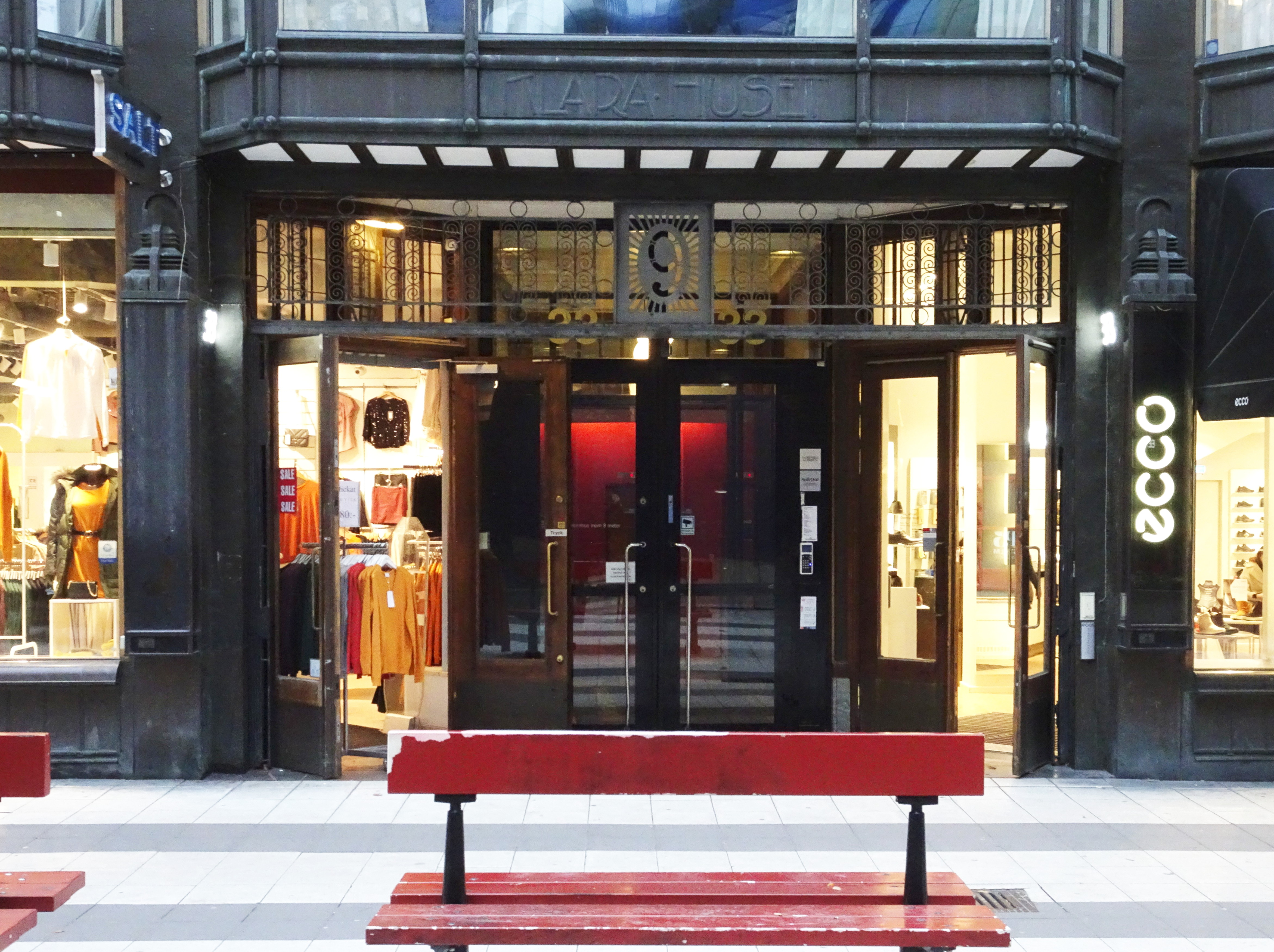
Drottninggatan 33 och entrén med gamla nr 9 från Regeringsgatan.
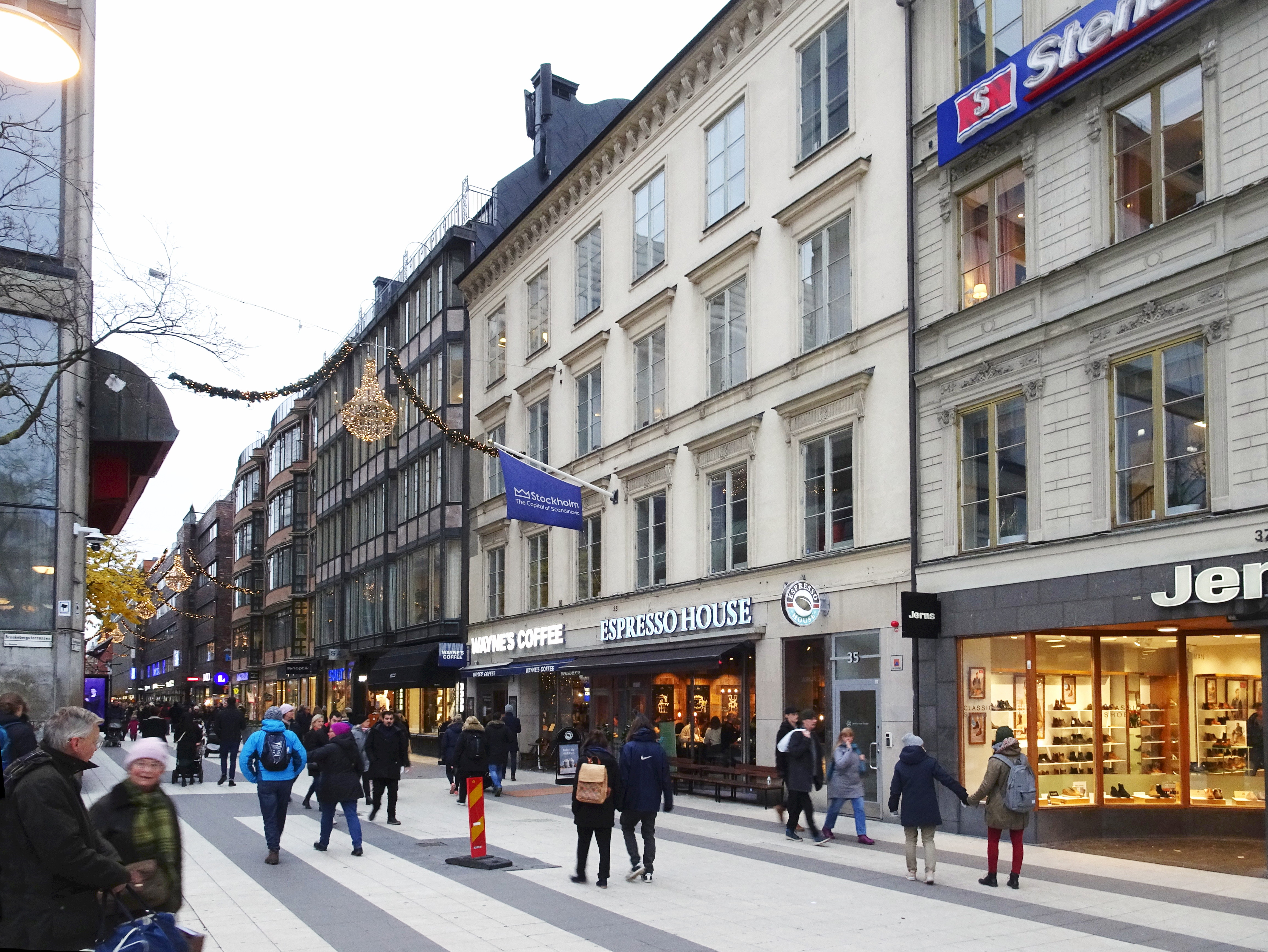
Drottninggatan 37 (närmast) och 35, med 1800-tals fasader.